# Sint-Pieterskerk (Langdorp)

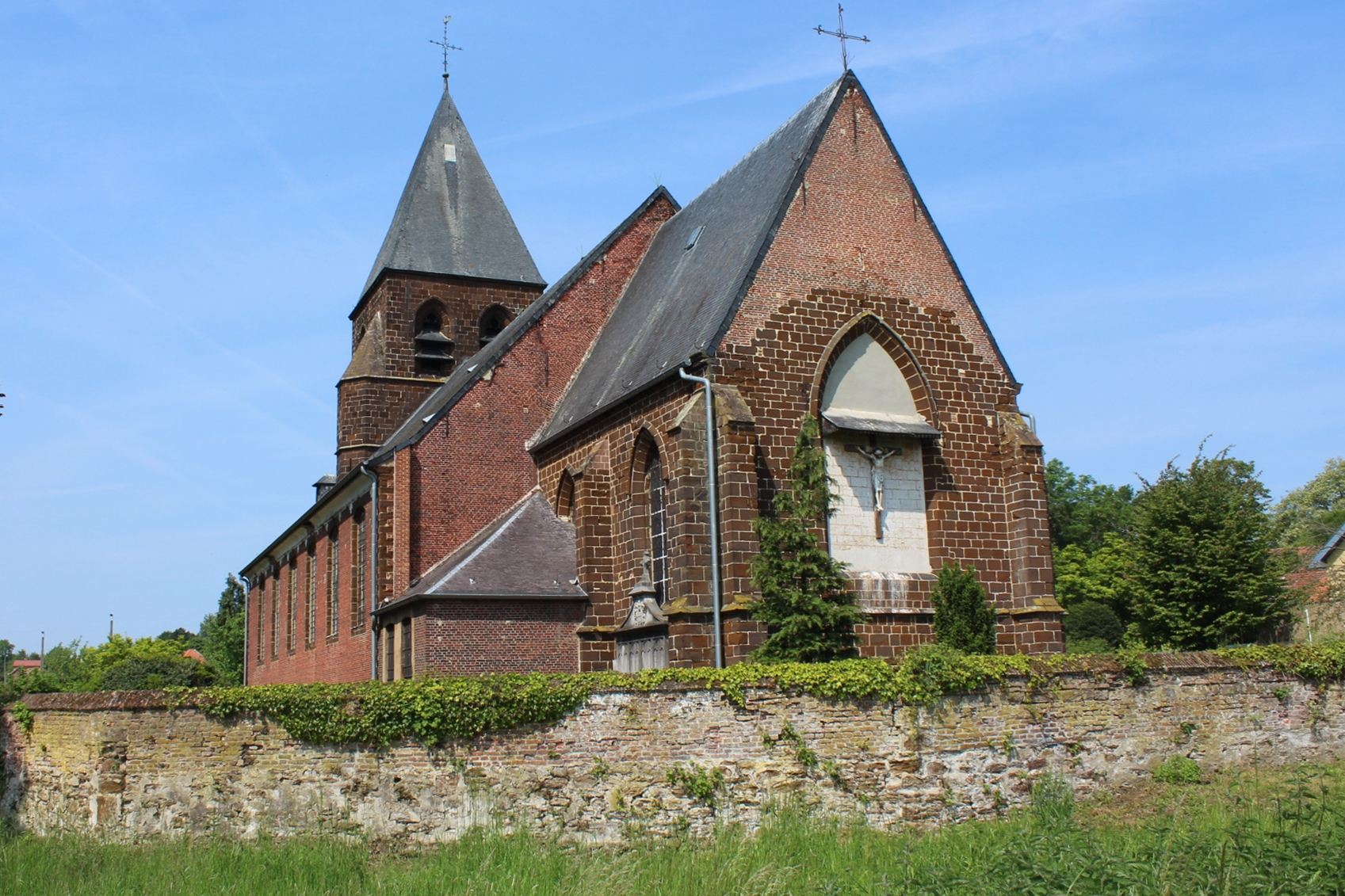
Zicht op het koor van de Sint-Pieterskerk

De Sint-Pieterskerk is een kerk in de dorpskom van het Belgische dorp Langdorp (Aarschot). De kerk is toegewijd aan de heilige Petrus. Rond de kerk is er een goed bewaard ommuurd kerkhof.
In 2002 is de kerk en kerkhofsite, samen met de dorpskern, in het ministerieel besluit van 13 november 2002 beschermd als monument omwille van haar historische en artistieke waarde.

## Ontstaan van de parochie[2]
De Sint-Pieterskerk werd in de 13de eeuw op de rechteroever van de Demer als dochterkerk van de parochie van Weerde gebouwd. Weerde lag aan de overzijde van de rivier. Deze plaats werd om economische en geografische motieven verlaten ten voordele van de woonkern van Langdorp.
Tot de 13de eeuw bezat de familie van Aarschot het begevingsrecht in de parochies van Sint-Lambertus te Weerde en van Sint-Pieter te Langdorp. In 1260 werd dit recht overgedragen aan de proosdij van Sint-Gertrudis te Leuven. Aangezien er in 1261 sprake is van een ‘ecclesia de langhedorp’, zijn we zeker dat hier toen een kerk stond. De reguliere kanunniken van de proosdij en – later – de abdij van Sint-Gertrudis, zouden de parochie tot aan de Franse revolutie bedienen. In 1357 werden de parochies van Sint-Lambertus te Weerde en van Sint-Pieter te Langdorp samengevoegd tot de parochie van Sint-Pieter.

## De bouw van de kerk[2]

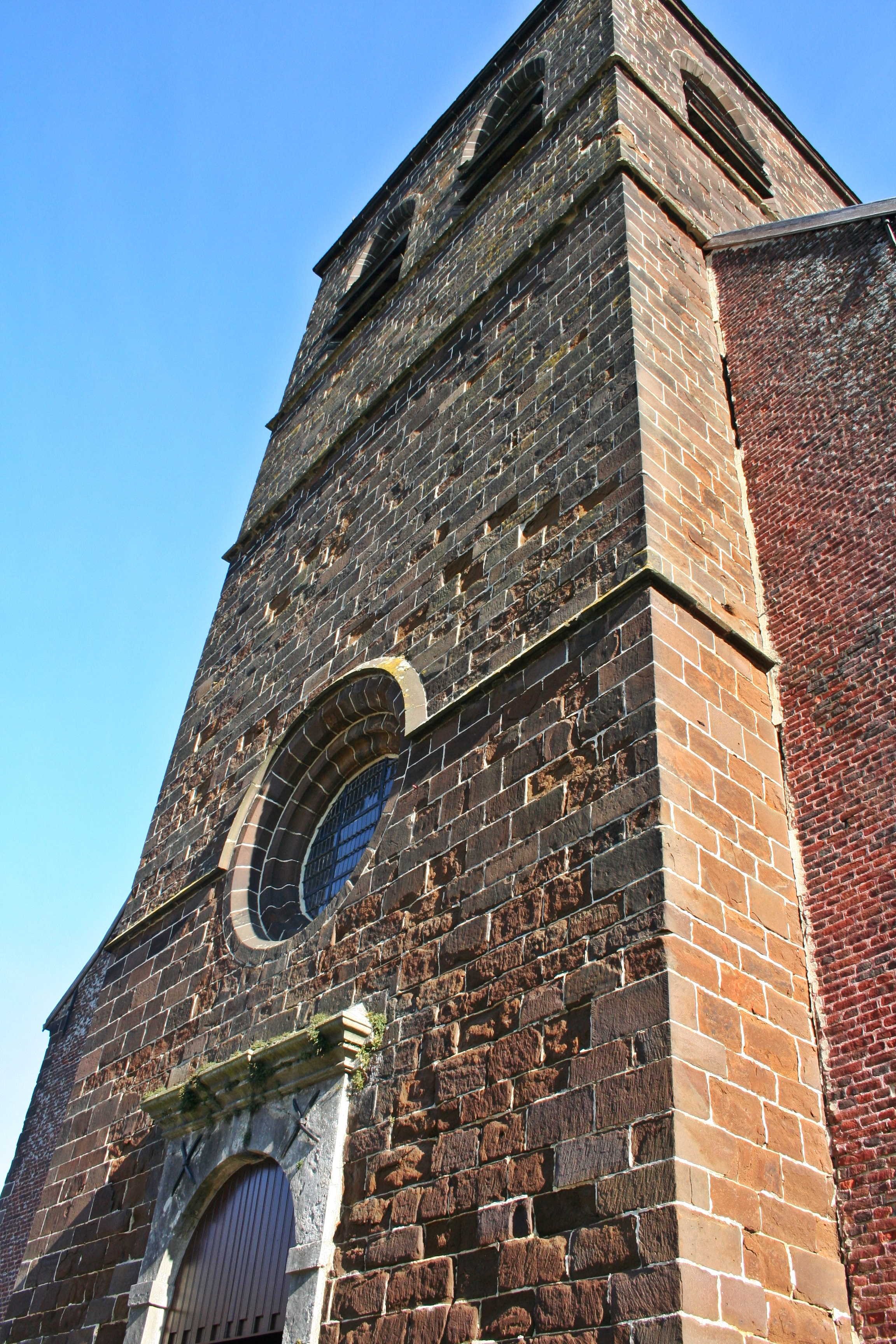
De toren is opgetrokken in ijzerzandsteen

De vroegste afbeelding kennen we van de figuratieve kaart van Pieter de Bersacques (1596-1597). De kerk is gebouwd als driebeukig volume met lagere zijbeuken, een klein laag transept, een vlak gesloten koor en een vierkante westertoren. Het geheel is opgetrokken in ijzerzandsteen. Het kerkhof wordt omgeven door een eveneens ijzerzandstenen muur waarin schietgaten zichtbaar zijn.
In de jaren 1776-1777 werd de kerk herbouwd. Het transept verdween, de bakstenen beuken werden verbreed en onder één grote dakkap samengebracht. Het oorspronkelijke koor en de toren, opgetrokken in ijzerzandsteen, bleven behouden. De toren werd deels in het schip ingebouwd.
In de 19de eeuw werd aan het zuiden van het koor een sacristie toegevoegd.
Gedurende de volgende eeuw werden meerdere herstellingen uitgevoerd. Omstreeks 1877 werd de toren door architect M. Gife hersteld. In de jaren 1960 werden gevels en goten onder leiding van architect Jos Gabriëls gerestaureerd. In de jaren 1990 werd het orgel gerestaureerd en werd de torenruimte aangepakt. In 2007 werden de klokkenkamer en klokkenstoel gereinigd.

## Beschrijving exterieur[2][1]
De Sint-Pieterskerk ligt aan de Langdorpsesteenweg. De hoofdingang is bereikbaar via een gekasseide toegangsweg die aan beide zijden omsloten wordt door de muren van de aangrenzende eigendommen.
Op basis van vergelijkende stijlkenmerken met kerktorens uit de buurt (Betekom, Zichem, Messelbroek) werd de vierkante westertoren opgetrokken in de 14de eeuw. Karakteristiek is het ontbreken van steunberen. De kern werd gebouwd in baksteen waarrond een parement van de lokale ijzerzandsteen werd aangebracht. Aan de buitenzijde werden sporen teruggevonden van een witte bepleistering of witkalk. De gevel is geleed door druiplijsten. In het hoogste gevelregister bevinden zich spitsboogvormige galmgaten. Boven de toegangsdeur is een eenvoudig roosvenster (oculus) aangebracht. Dit roosvenster verlicht de eerste torenverdieping die volgens een gewelfsleutel in 1682 overspannen werd met een kruisribgewelf. Aan de zuidoostzijde werd in 1699 een polygonale traptoren aangebracht. In de 18de eeuw kreeg de toegangsdeur haar classicistische omlijsting in witte Gobertangesteen.
Het koor heeft nog de romaanse rechthoekige vorm, maar de spitsboogvensters zonder maaswerk zijn gotisch. In het album van De Croÿ uit 1597 is in de oostgevel een oculus te zien. Dit werd vervangen door een groot spitsboogvenster dat later werd dichtgemetseld. De steunberen zijn licht. Voor het houten tongewelf was het niet nodig om zwaardere steunstructuren te bouwen.
Het schip werd tijdens de bouwcampagne van 1775-1776 opgetrokken. Het grondplan is pseudo basilicaal. De middenbeuk en de twee lagere zijbeuken worden door een groot natuurleien zadeldak overspannen. Om zo veel mogelijk plaatsruimte te winnen, werd de toren deels in het schip geïncorporeerd. Typisch voor deze stijlperiode zijn de schoudervormige steekboogvensters. De muren zijn opgetrokken uit baksteen, maar de muurplint, hoekkettingen en de omlijstingen van de ramen bestaan uit ijzerzandsteen.

## Beschrijving interieur[2][1][3]

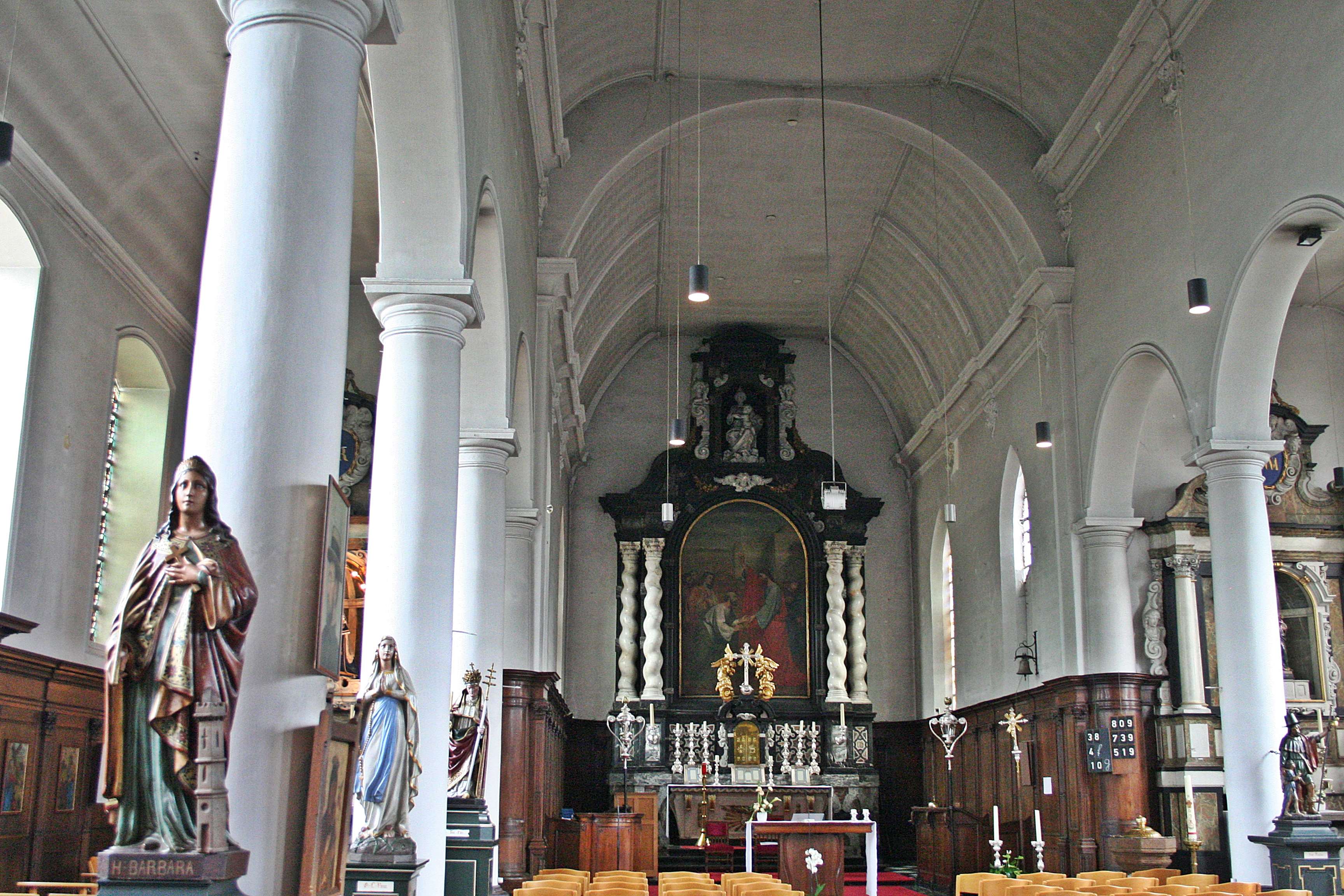
Zicht op het interieur en het hoofdkoor

Het interieur toont ons een bijna basilicaal aspect van de onder één dakkap gevatte, bepleisterde en wit geschilderde beuken van 5 traveeën daterend uit 1775-1776. Deze beuken worden gekenmerkt door Toscaanse ronde zuilen met boogarcades. Hierboven werd een tongewelf met een zware kooflijst aangebracht en een kroonlijst met rocaillemotieven.
Het barokke hoofdaltaar is toegewijd aan de heilige Petrus. Het werd in 1784 onder pastoor Joannes Van den Eynde in 1784 aangekocht uit het ‘Klooster van Muizen’ te Mechelen. Dit werkstuk is echter ouder en werd gemaakt door de Antwerpse beeldhouwer Hubert van den Eynde (1594-1661). De predella is gedeeltelijk ingelegd met kleurrijke marmersoorten. De gedraaide zuilen zijn vervaardigd uit wit carraramarmer. Bovenaan in de centrale nis werd een Onze-Lieve-Vrouw met Jezuskind geplaatst. Het koperen tabernakel vervangt het barokke origineel. Het centrale schilderij van Emiel Wauters, geschilderd in 1819, stelt Christus voor die de sleutels aan Petrus overhandigt. Het altaar is een latere toevoeging uit 1840 en werd vervaardigd door de Tilkdonkse schrijnwerker Jan Baptiste Tielemans.
De zijaltaren werden in 1663 door de Brusselse meester-schrijnwerker Jan Ulner gemaakt. Ze zijn toegewijd aan resp. Onze Lieve Vrouw en Sint-Anna. De altaartafel van het Onze-Lieve-Vrouwaltaar in Louis XVI-stijl werd in de tweede helft van de 18de eeuw toegevoegd.

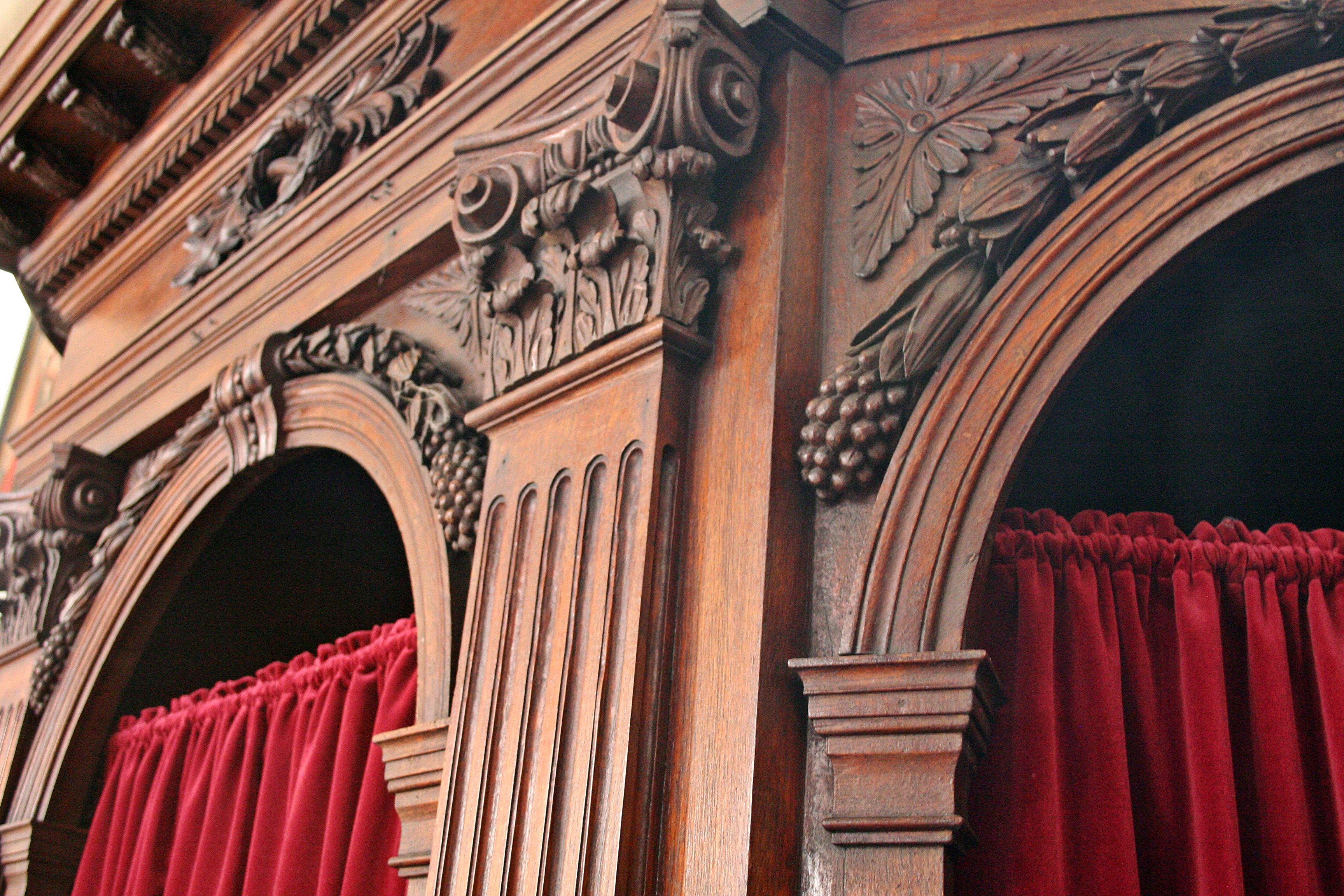
Detail van een biechtstoel

Ook de eikenhouten lambrisering uit 1779 is in Louis XVI-stijl. Hierin zijn vier biechtstoelen met decoratief beeldhouwwerk van Jan Borlee verwerkt.
De doopvont met koperen deksel is uit Diestse ijzerzandsteen gemaakt.
Na het Tweede Vaticaans Concilie verdwenen de preekstoel (17de eeuw) en de communiebank (18de eeuw).
Tijdens herstellingswerken van de torenkamer werd een laat 15e-eeuws gepolychromeerd beeld van de heilige Maria Magdalena ontdekt. Het maakte oorspronkelijk deel uit van het vroegere 15e-eeuwse altaar gewijd aan Sint-Anna en Sint-Michiel. Tegen een pilaar van de hoofdbeuk staat het laat 15e-eeuwse beeld van de heilige Petrus. Het wordt toegeschreven aan de beeldhouwer Hendrik Roesen van Leuven. Andere beelden zijn het Sint-Rochusbeeld van een Brabants volkskunstenaar uit de eerste helft van de 18de eeuw, het Onze-Lieve-Vrouwbeeld uit de 18de eeuw op het gelijknamig altaar – en dat aangekleed wordt volgens de tijden van het liturgisch jaar – en het laat 16e-eeuws Sint-Anna-ten-Drieënbeeld, eveneens op het betreffende altaar. Aan de linkerzijde van het kerkportaal hangt het corpus van een 15e-eeuws beeld van de gekruisigde Christus. Oorspronkelijk hoorde het beeld bij een triomfgroep in de afsluiting van het koor, maar het heeft jaren buiten gehangen aan het dichtgemetselde oostelijke koorvenster en is daardoor ernstig beschadigd.
Enkele schilderijen staan in verband met de patroon van de parochie, de heilige Petrus. Buiten het schilderij in het hoofdaltaar, is er de ‘boetvaardige Petrus’. Het dateert van het einde van de 17de eeuw en werd geschilderd door Godfried Maes (1649-1700) uit de school van Rubens.
Reeds in de 16de eeuw werd beschreven dat de kerk glasramen bezat. Deze zijn echter verdwenen. De huidige glasramen dateren uit de eerste helft van de 20ste eeuw. In het koor stellen de glasramen uit 1922 de vier evangelisten voor en de Heilige Harten van Jezus en Maria. Samen met het glasraam van de heilige Familie uit 1923, werden ze vervaardigd door het atelier Vosch te Elsene. Uit 1934 dateert het glasraam in de zijbeuk dat de heilige Francesco de Hieronymo voorstelt. Het werd geleverd door het huis Charlier te Leuven.

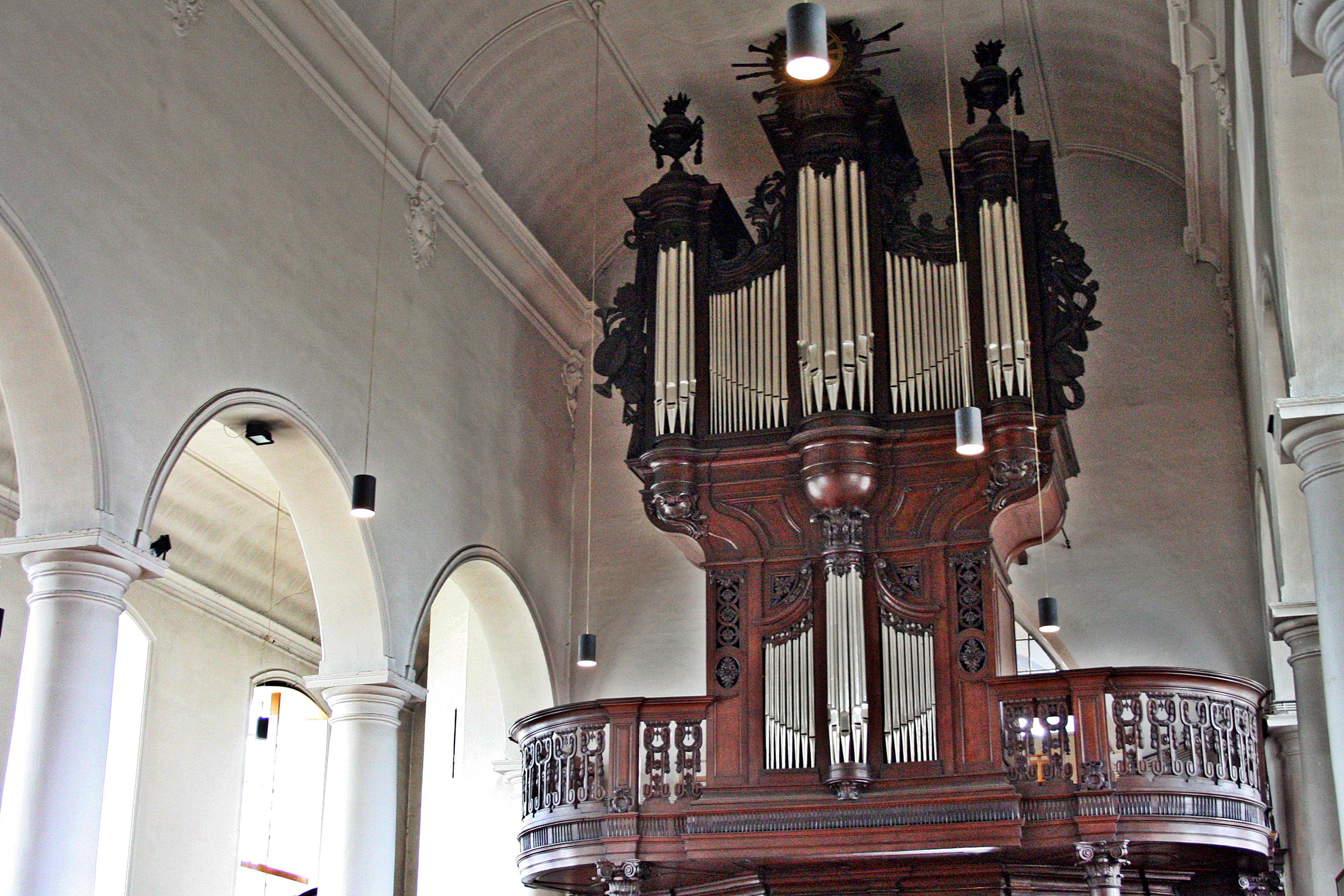
Doksaal met Robustelly-orgel

## Het orgel[5]
In 1781 werd het orgel op het doksaal geplaatst. Het is van de hand van de orgelmaker Robustelly. Op het einde van de 19de eeuw werd het orgel ‘gemoderniseerd’ naar de geest van die tijd, o.a. door het toevoegen van strijkers. Bij de restauratie van 1993-96 werd het origineel hersteld.

## De klokken[2]
Buiten de oudste klok uit 1669, gegoten door Bernard Cauthals, werden de klokken tijdens de Tweede Wereldoorlog door de Duitsers geroofd. In 1953 werd een grote nieuwe Sint-Petrus klok van 700 kg gegoten door François Sergeys te Leuven. In 1956 werd het oude gebarsten klokje door Sergeys hergoten tot een nieuw klok van 429 kg. Twee klokken werden later toegevoegd, nl. in 2007 de 336 kg wegende Augustinus en Norbertusklok en in 2008 de 1200 kg zware Drievuldigheidsklok.

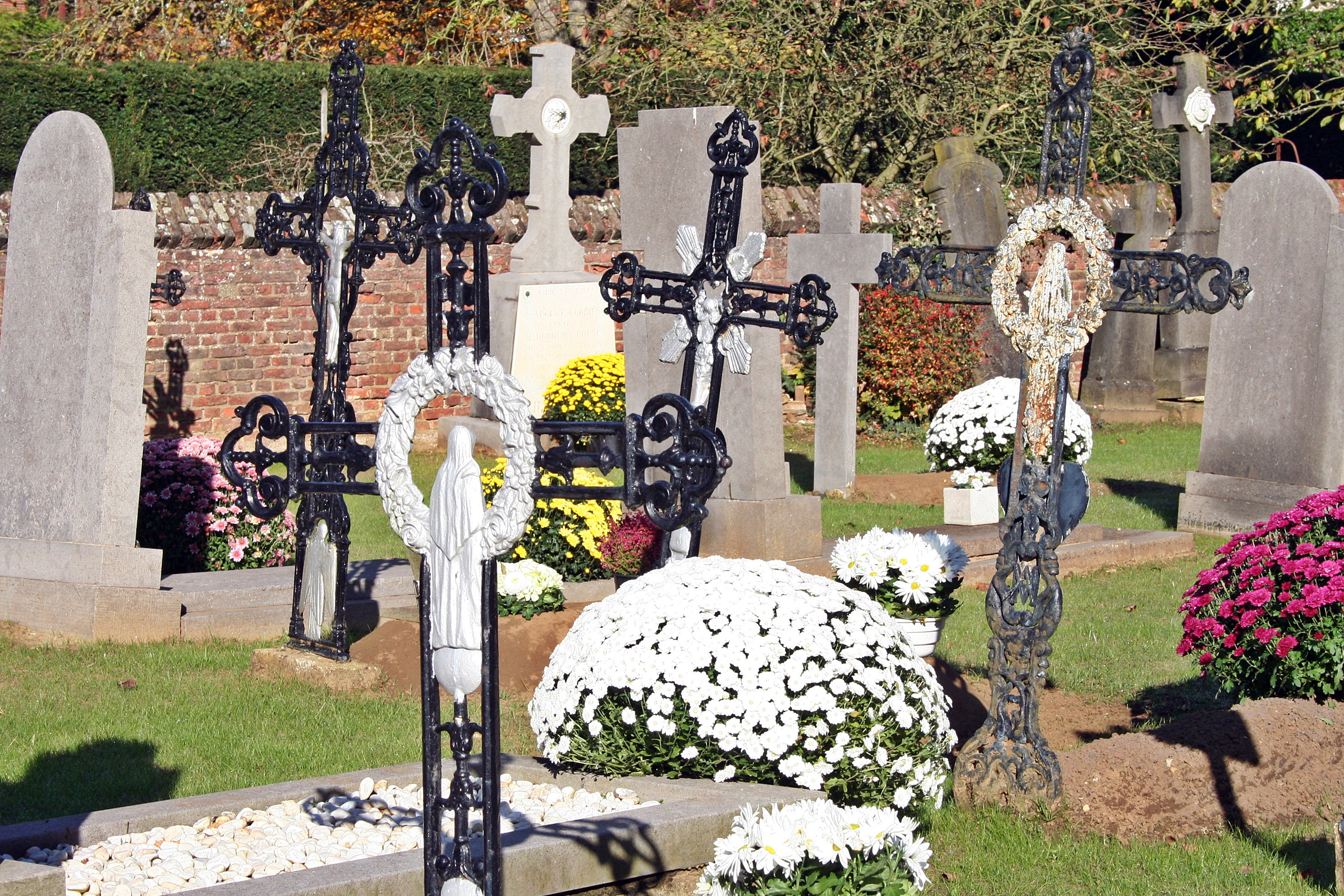
Algemeen aspect van de kerkhofsite rond de Sint-Pieterskerk

## De kerkhofsite[2]
De volledig ommuurde kerkhofsite heeft gefungeerd als begraafplaats tot 1967. Sindsdien is nagenoeg niets aan het aspect gewijzigd. Naast enkele opvallende graftekens van lokale notabelen, overheersen de graftekens van de ‘gewone man’ in gewone grond waarvoor geen tijdelijke of eeuwigdurende concessies werden aangekocht. Gietijzeren kruisen met een gevarieerde iconografie zijn prominent aanwezig. De hardstenen kruisen zijn eenvoudig en zijn een meer bestendige vorm van de vergankelijke houten kruisen. Omdat deze graftekens geen deksteen hebben, werd de aarde opgehoogd in kleine bedden. Dit gebeurde rond Allerheiligen. De graven werden versierd met wit zand, witte steentjes of notendoppen in zilverpapier gewikkeld. Deze traditie wordt door vrijwilligers nog actief gehouden. Na de Tweede Wereldoorlog primeren de stèles in art deco.
Aan de noordoostzijde van kerk werden de kinderen en de religieuzen begraven. De kindergraven zijn vaak een miniatuuruitgave van de graven voor volwassenen. De gietijzeren kruisen werden blauw en wit geschilderd.
Van de notabelen die hier begraven zijn, is het grafperceel van de gegoede familie Van den Eynde groots uitgewerkt. Binnen een graftuin, afgesloten door een ijzeren hek, staat het neogotisch grafmonument tegen de zuidelijke muur van het koor. Het belang van deze familie wordt benadrukt door de heraldische tekens. Aan de oostgevel van het koor bevindt zich de afgebakende graftuin van de familie Sterckx met het neoclassicistisch hardstenen grafteken van rond 1900.
Aan de noordoostelijke toegang van het kerkhof bevinden zich de graftekens van de bemanning van de Engelse bommenwerper die op 22 juni 1943 neerstortte te Langdorp. Deze graven worden beheerd door de Commonwealth War Graves Commission.

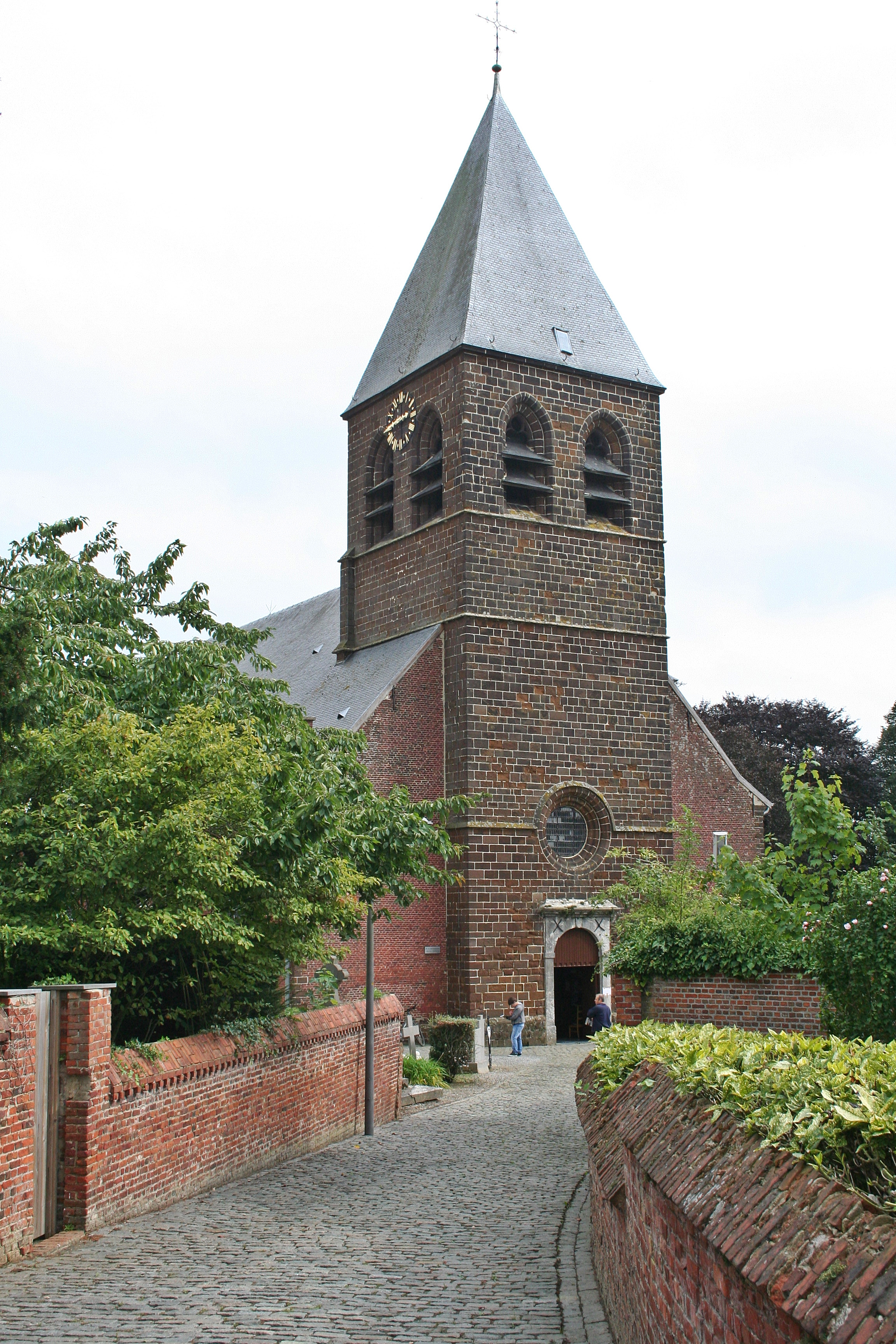
Toegang tot de kerk tussen de muren van de aanpalende eigendommen.
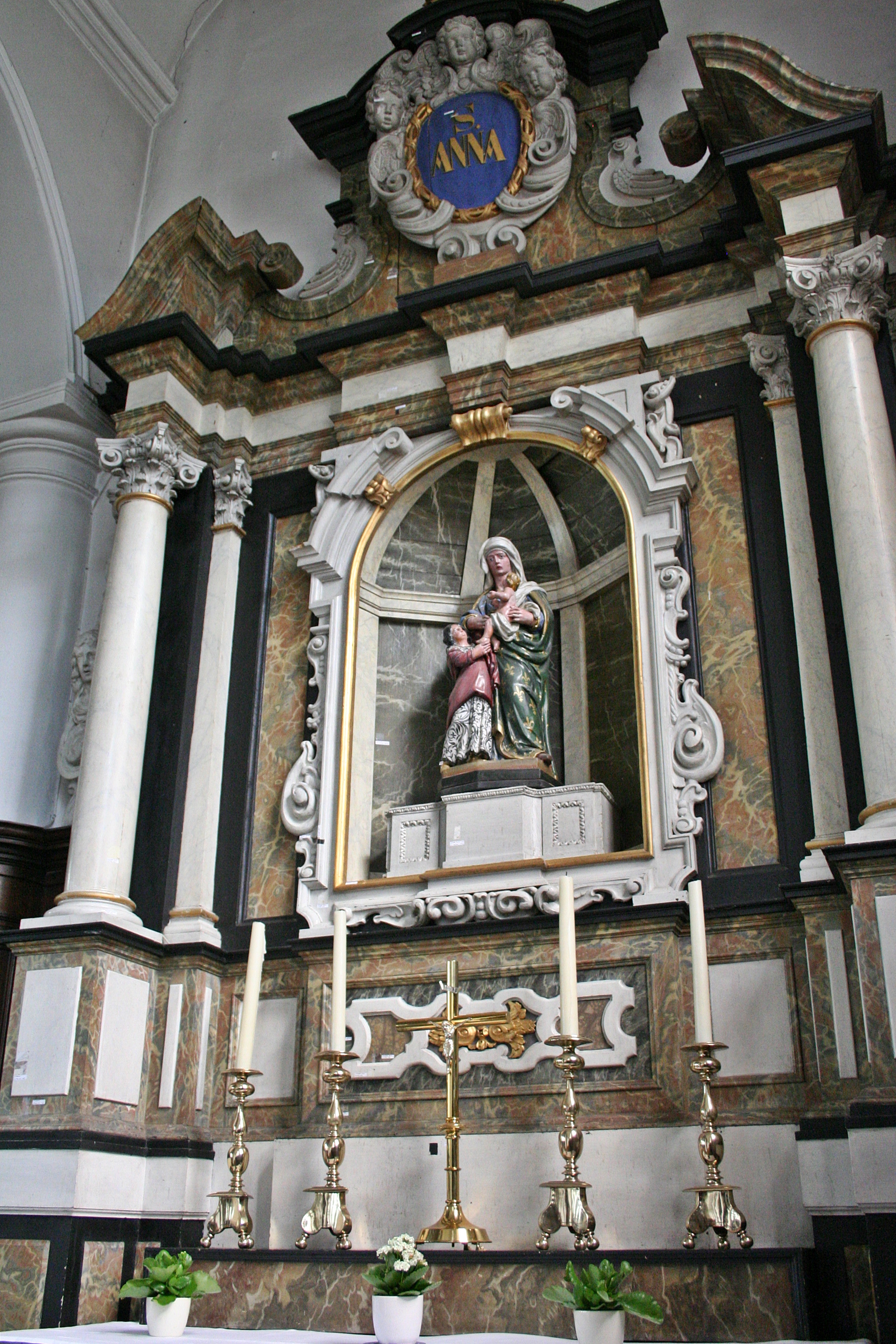
Het altaar van Sint-Anna-ten-drieën.
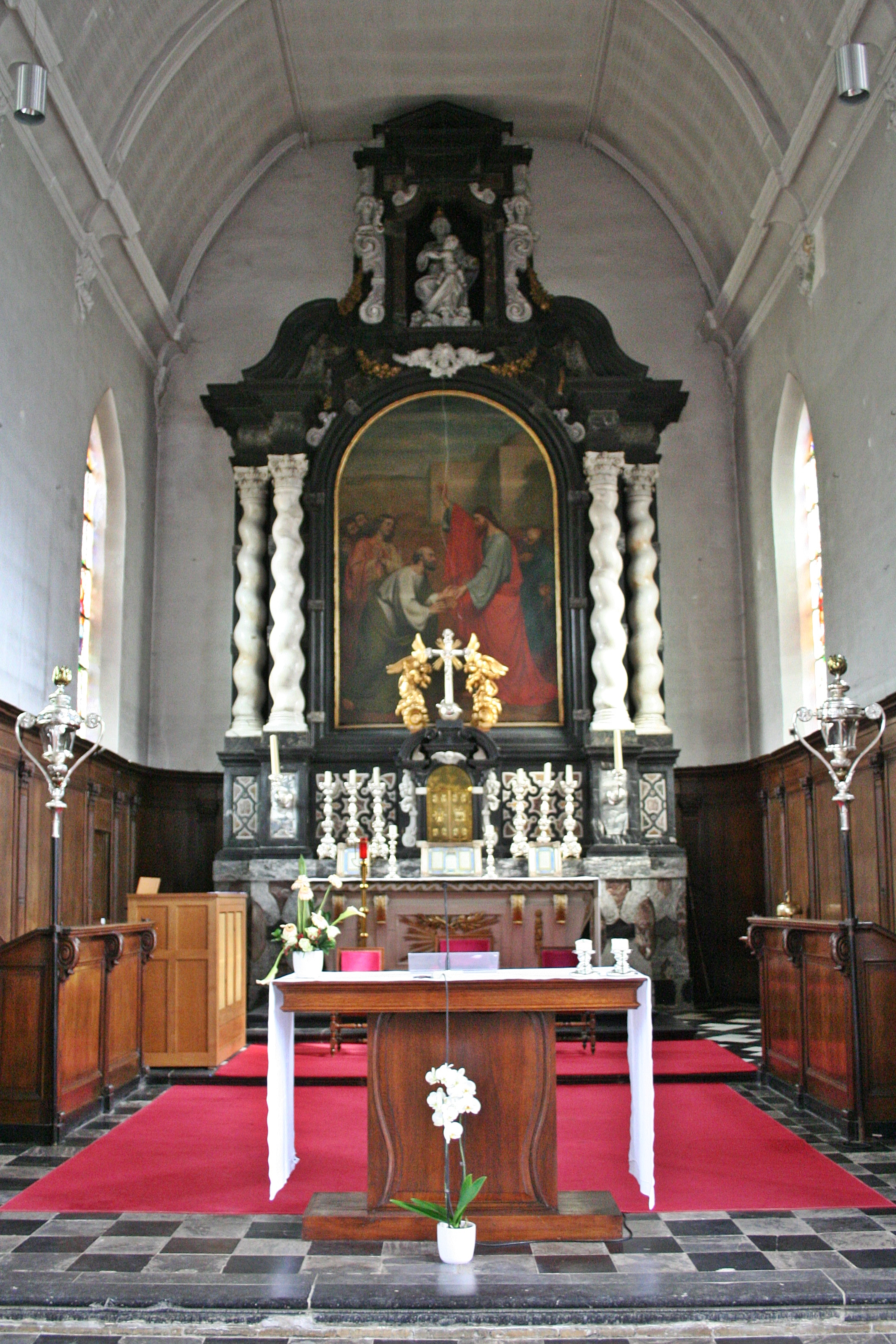
Zicht op het barokke hoofdaltaar.
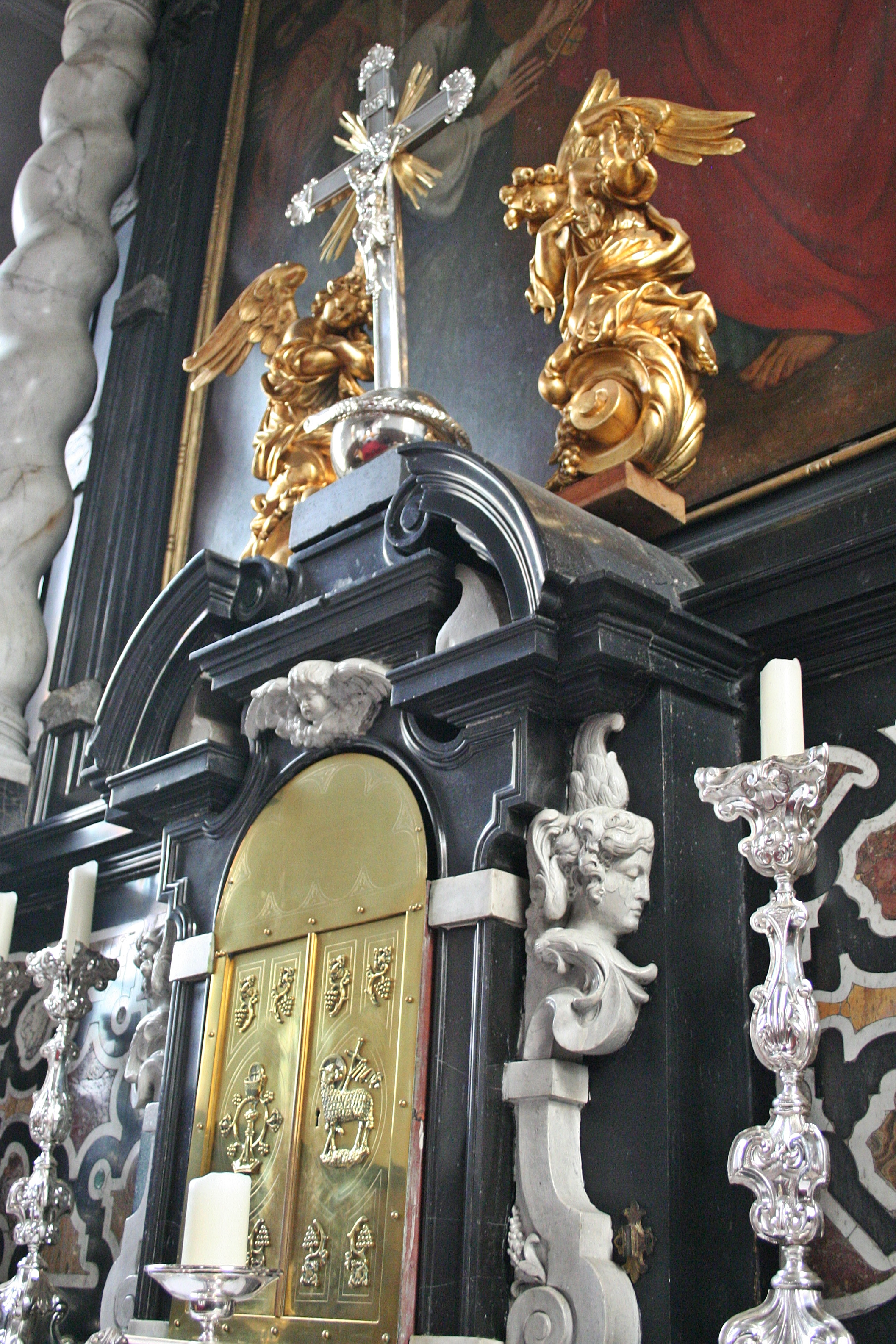
Tabernakel op het hoofdaltaar.
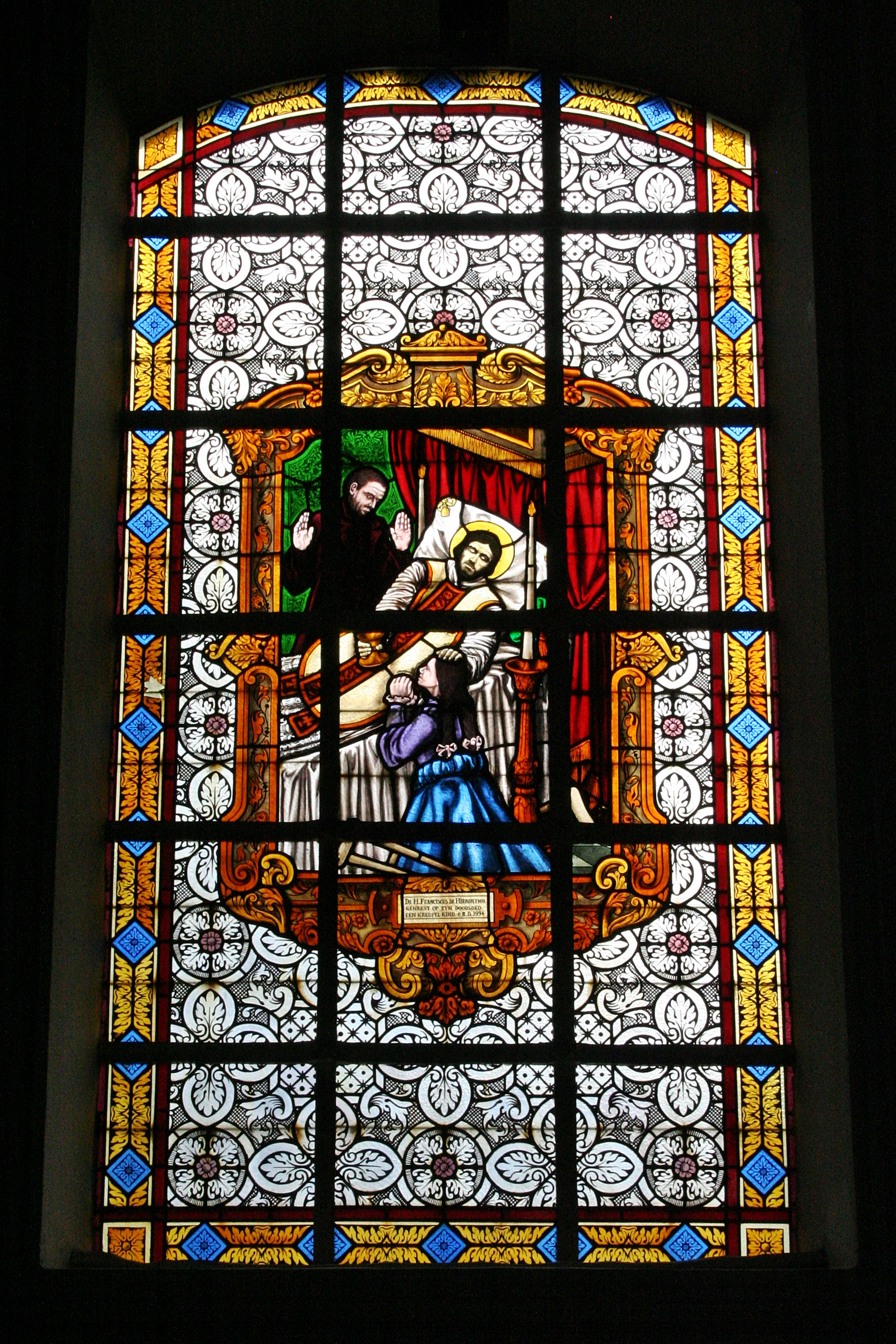
Glasraam met de afbeelding van de heilige Fransceso de Hieronymo.
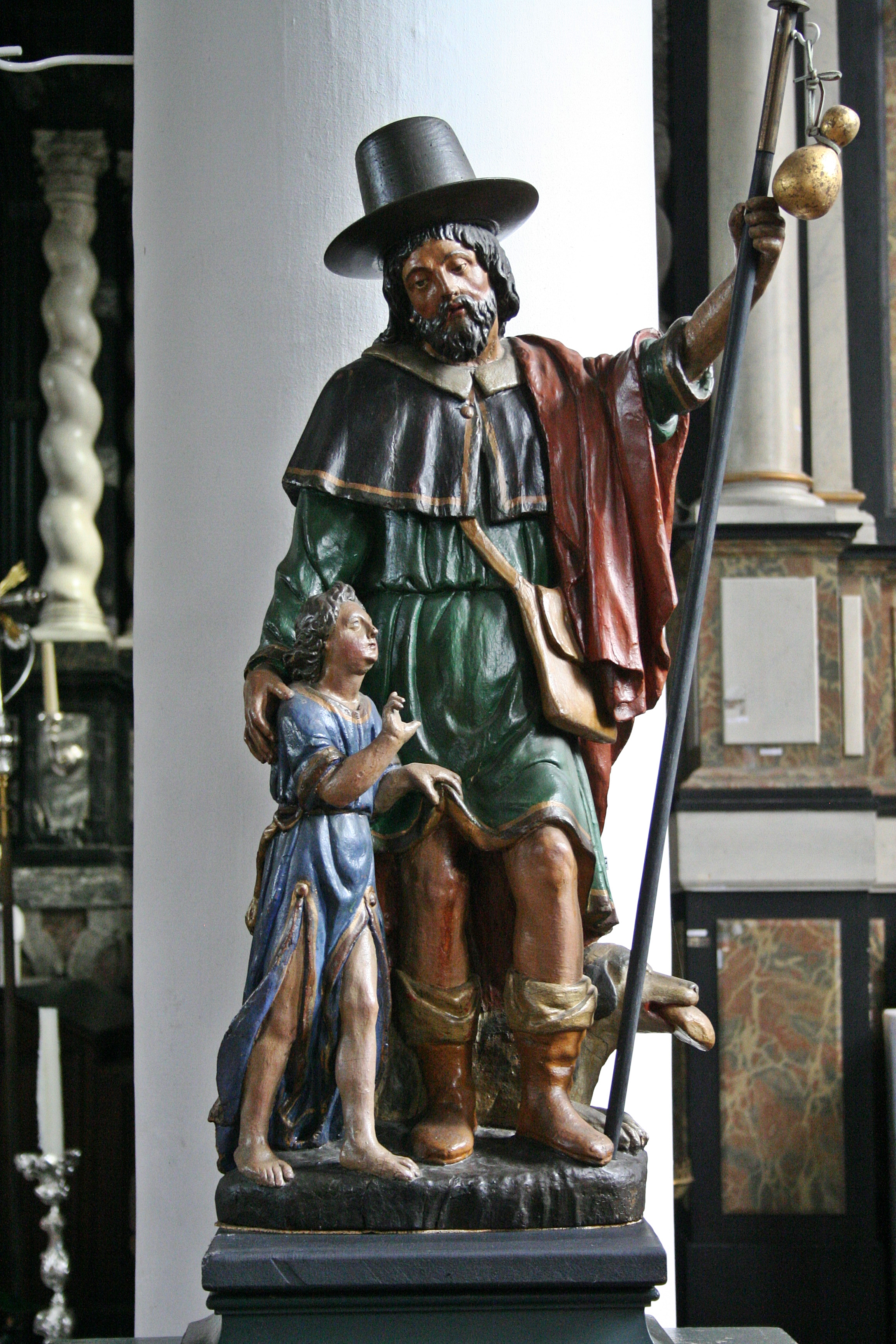
Beeld van de heilige Rochus.
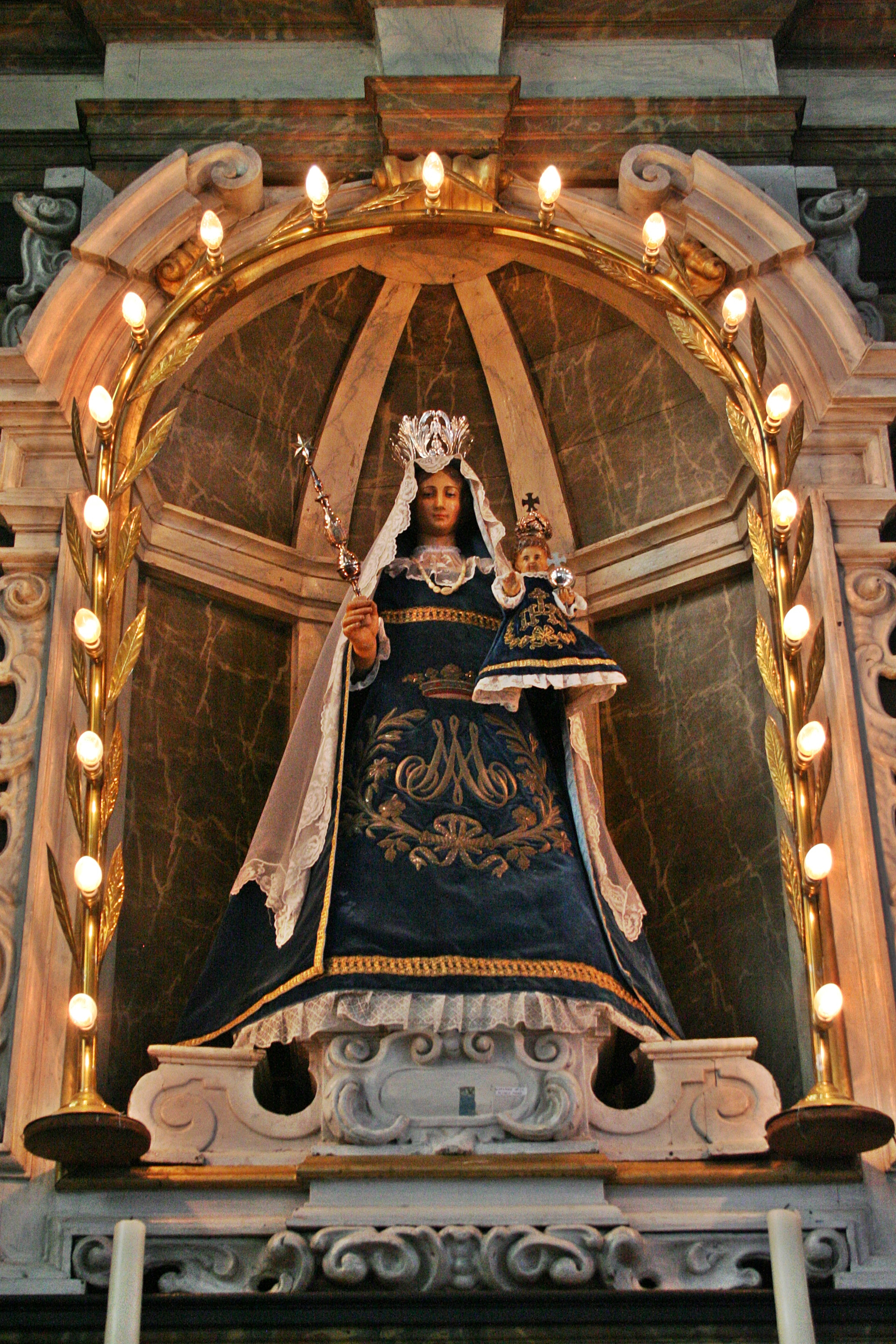
Beeld van Onze-Lieve-Vrouw met kind Jezus.

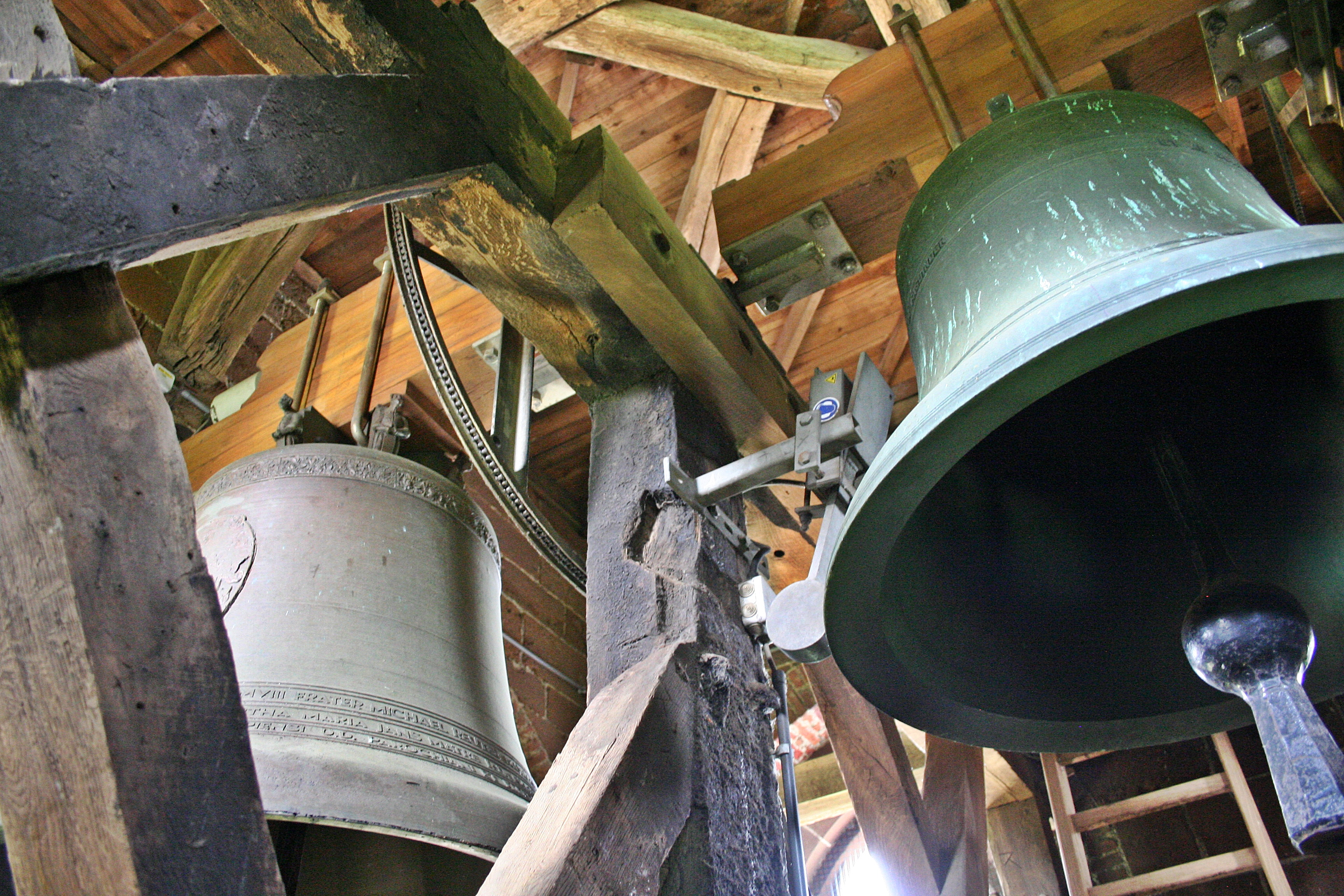
Klokkenstoel.
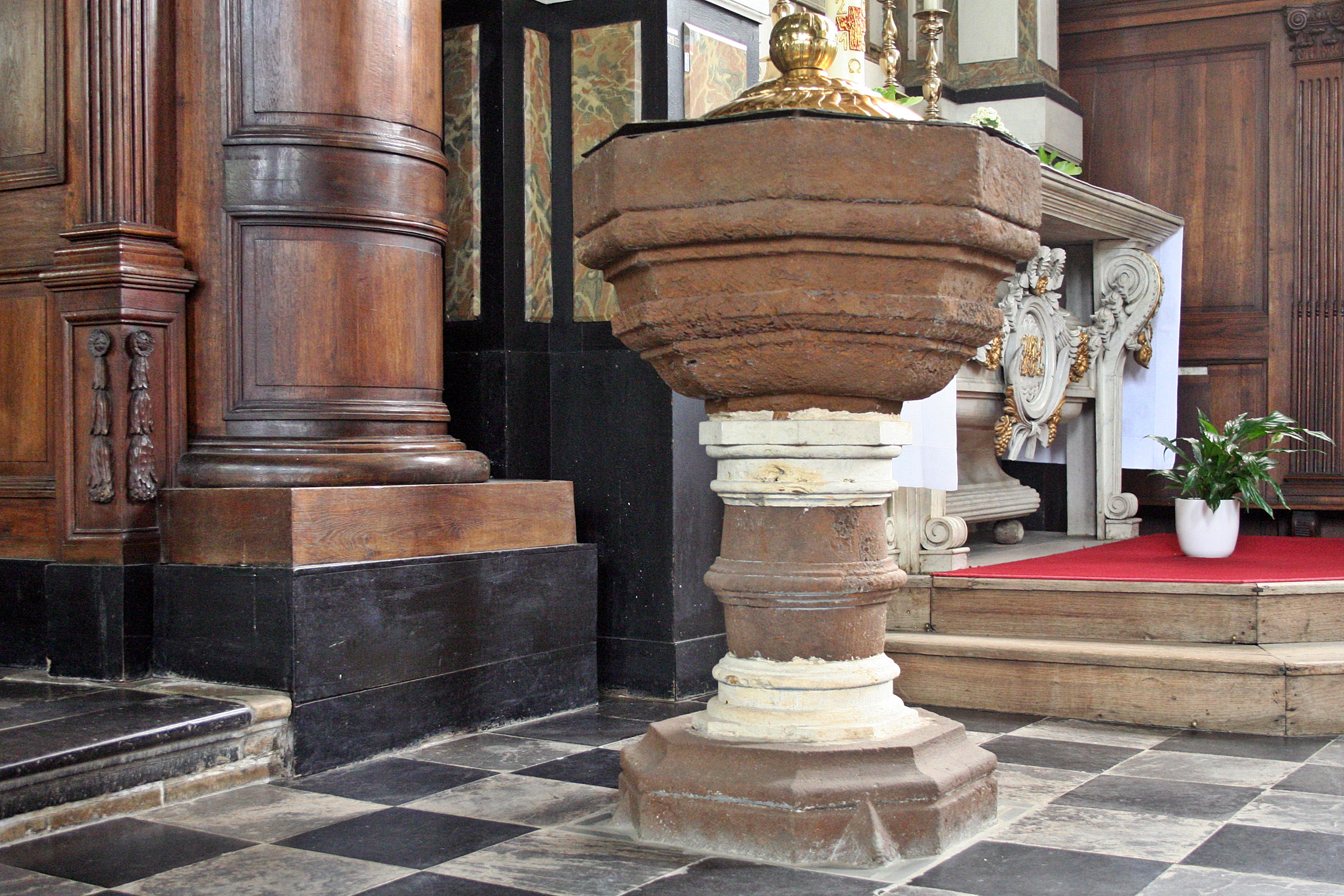
Doopvont uit ijzerzandsteen.
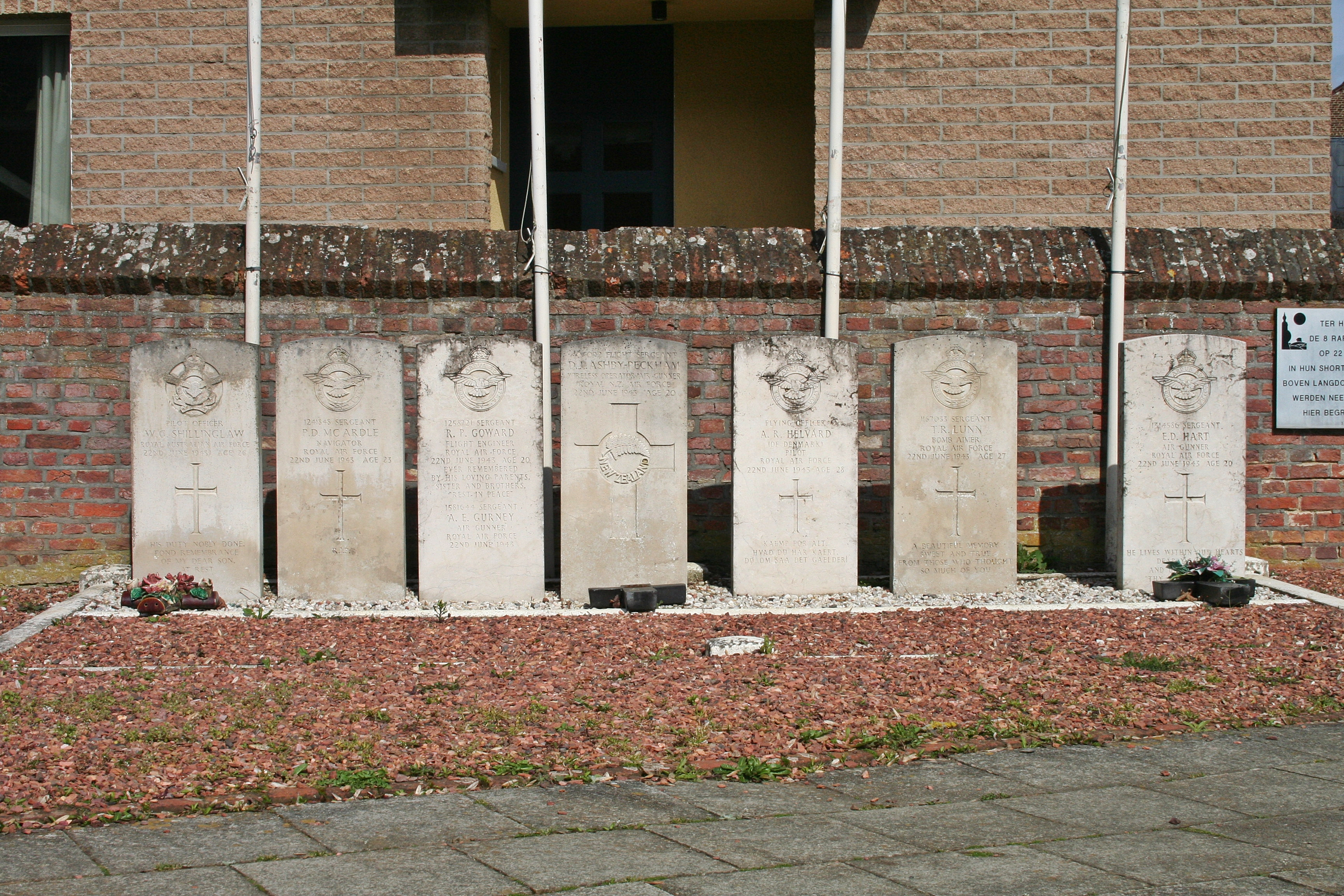
Graven van de bemanning van de in 1943 neergestorte bommenwerper.
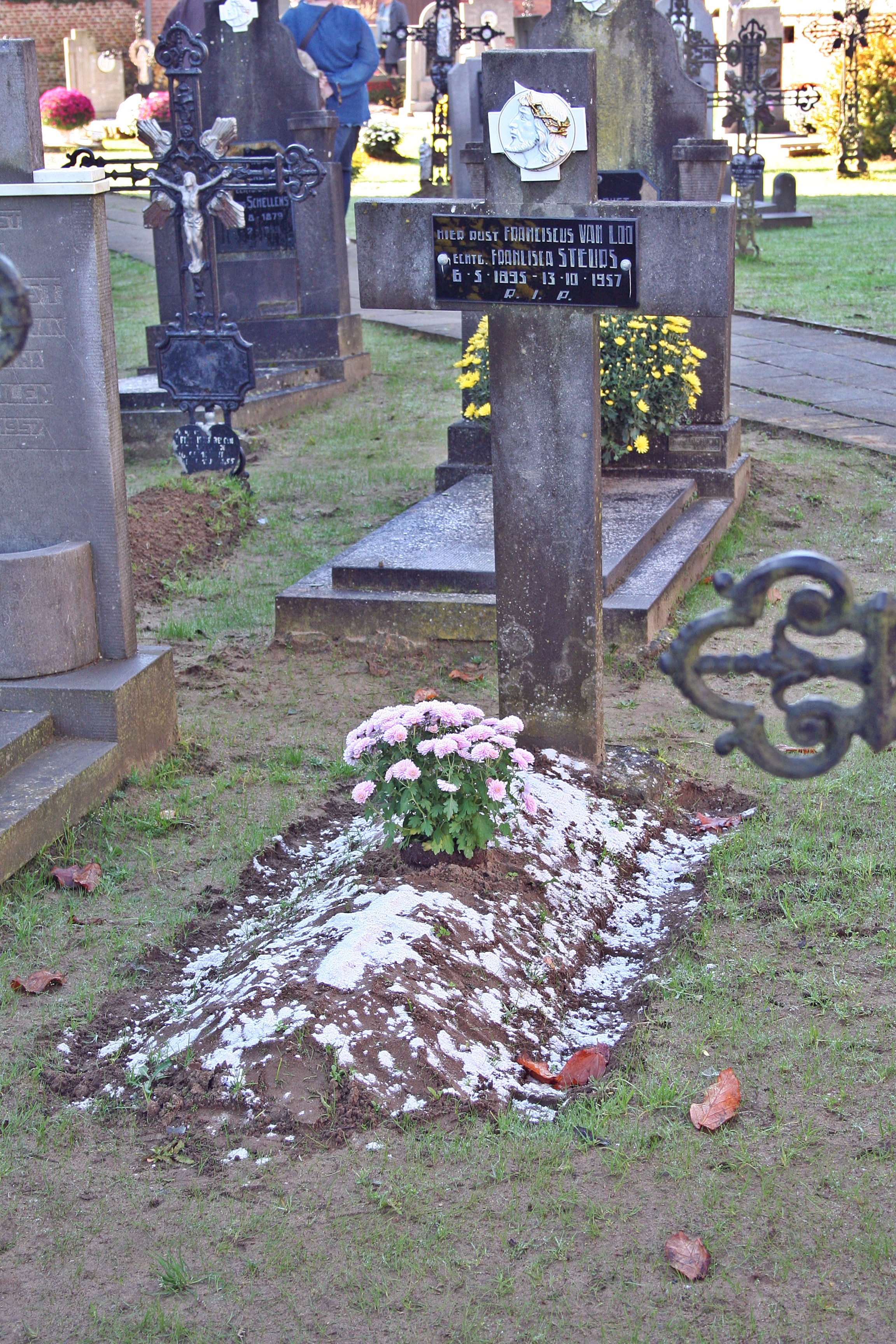
Graf met aarden bedje, bestrooid met wit zand en versierd met witte keitjes.
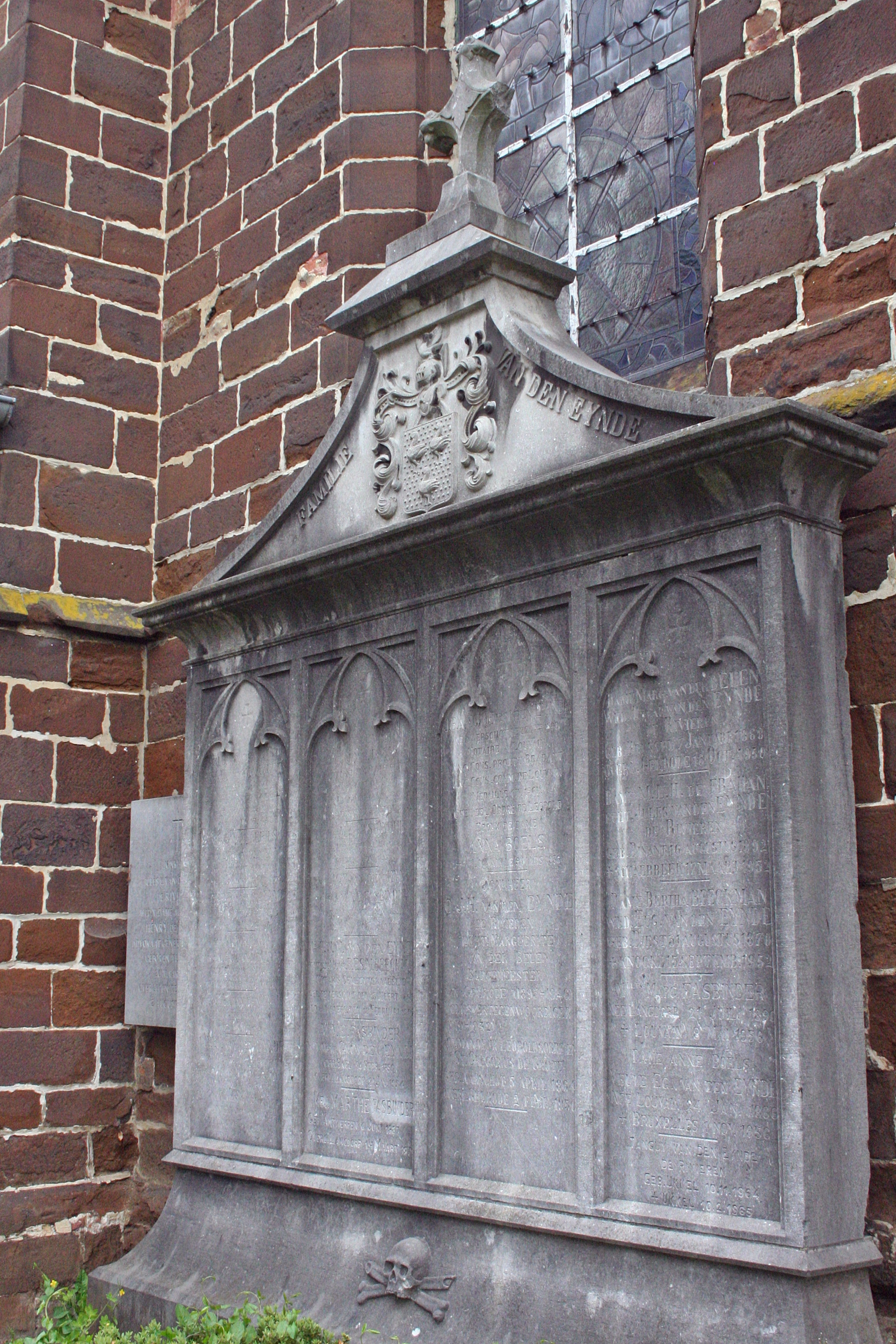
Grafteken van de familie Van den Eynde.
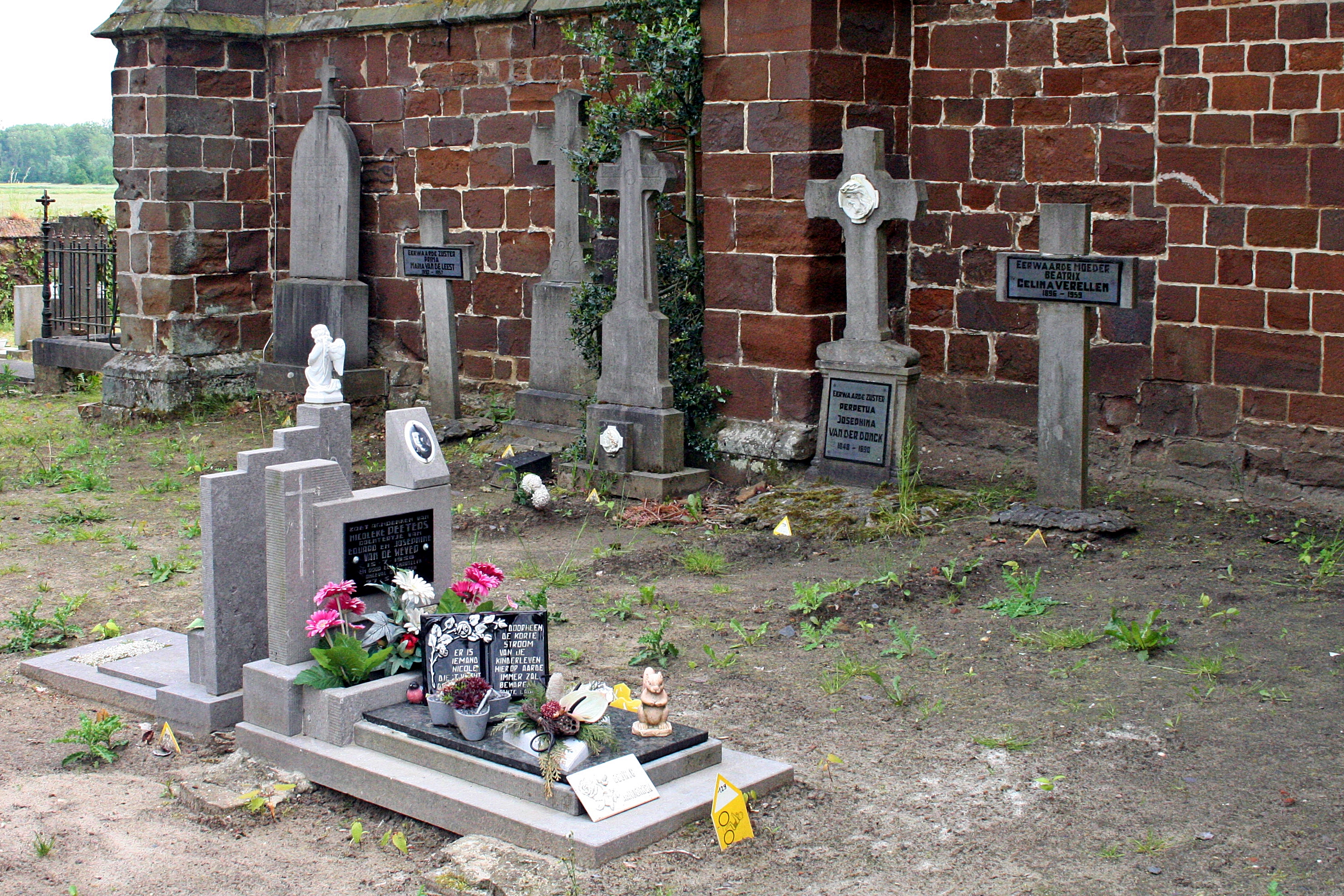
Kerkhof let de 'hoek der onschuldigen' (kinderen en religieuzen).

- Inventaris van het Bouwkundig Erfgoed (Vlaanderen): 41458